# Brynica (województwo świętokrzyskie)
Brynica – wieś w Polsce położona w województwie świętokrzyskim, w powiecie kieleckim, w gminie Piekoszów.
W latach 1975–1998 miejscowość administracyjnie należała do województwa kieleckiego.
Jeszcze w 1540 r. Brynica znajdowała się w posiadaniu Hieronima Odrowąża. W 1827 r. było tu 28 domów i 159 mieszkańców. W 1864 w wyniku uwłaszczenia chłopów przeprowadzonego na mocy ukazu cara Aleksandra II Romanowa mieszkańcy stali się właścicielami posiadanej ziemi i budynków. W czasie okupacji niemieckiej, 13 września 1944 gestapo w Brynicy zamordowało 9 partyzantów Batalionów Chłopskich. W okresie Polski Ludowej partyzanci zostali upamiętnieni pomnikiem.
W Brynicy funkcjonuje publiczna szkoła podstawowa. Dojazd z Kielc zapewniają autobusy komunikacji miejskiej linii 18.

## Części miejscowości
| SIMC    | Nazwa     | Rodzaj     |
| ------- | --------- | ---------- |
| 0261290 | Nad Rzeką | część wsi  |
| 0261309 | Pastwiska | część wsi  |
| 0261315 | Ukraina   | część wsi  |
| 0261321 | Wymysłów  | przysiółek |
| 0261338 | Zagórcze  | przysiółek |